# Bò Tux-Zillertal
Bò Tux-Zillertal, tiếng Đức: Tux-Zillertaler, là một giống bò thuần chủng của Áo. Giống bò này được tạo ra vào năm 1982 khi hai giống Alps giống nhau, bò Tux và bò Zillertal, được sáp nhập.:317 Hai tên này bắt nguồn từ những khu vực đô thị của Tux trong Tuxertal, và vùng lân cận Zillertal, cả hai ở vùng Tirol của Áo. Tux-Zillertal có thể xuất phát từ giống bò Hérens Thụy Sĩ. Giống như Hérens, giống bò này đã được lựa chọn từ lâu vì khả năng chiến đấu của những con bò giống này, với chi phí cho các đặc tính sản xuất.:116

## Lịch sử
Giống Tux-Zillertaler được tạo ra vào năm 1982 bằng cách kết hợp các quần thể còn lại của hai giống Alps giống nhau, Tux và Zillertal. Cả hai giống này giống với giống bò Hérens Thụy Sĩ, và đôi khi được cho là có nguồn gốc từ nó.:116 Giống Tux trước đây thường gặp ở Tyrol và ở các vùng khác của Áo. Ngày nay nó được nuôi chủ yếu ở Zillertal. Năm 1930 có khoảng 4500 cá thể bò thuộc giống này. Đến năm 1970 con số này đã giảm xuống còn 30, và những nỗ lực bảo tồn có hệ thống đã bắt đầu.:77 Một nghiên cứu năm 2002 cho thấy tổng số lượng bò giống này là 471 con.:175 Vào năm 2014, số lượng bò vào khoảng 1117-2500 con được báo cáo.

## Sử dụng
Giống như các giống Hérens và Évolène của Thụy Sĩ, bò giống này được sử dụng cho các cuộc thi đấu bò, và từ lâu đã được chọn lọc cho mục đích này hơn là cho các đặc tính sản xuất, dẫn đến giảm hiệu suất sữa. Sữa có hàm lượng chất béo đặc biệt cao.:76